# Unterwerfungsverhandlung
Die Unterwerfungsverhandlung – kurz UV – war gemäß Reichsabgabenordnung von 1919 eine der beiden Möglichkeiten im Steuerstrafverfahren, geringfügigere Steuerstraftaten und Zollstraftaten durch Verzicht des Beschuldigten auf Rechtsmittel mit einer Geldstrafe sowie den zwingend vorgeschriebenen Nebenstrafen wie Einziehung und Wertersatz abschließend zu ahnden.
Die Strafe war im Strafregister einzutragen. Mithin galt der Betreffende als vorbestraft.
Da das Grundgesetz Bestrafungen nur durch den Richter zulässt (Art. 92 Halbs. 1 GG), wurde ab etwa 1960 auch seitens der Zoll- und Steuerbehörden von dieser Maßnahme regelmäßig abgesehen. Die Strafbefugnisse der Finanzämter (§§ 410, 412 I RAO 1919; §§ 445, 447 I RAO 1931), also auch die UV, wurden durch das Bundesverfassungsgericht mit Urteil vom 6. Juni 1967 (Aktenzeichen 2 BvR 375, 53/60, 18/65, veröffentlicht in BVerfGE 22, 49 = NJW 1967, 1219 ff.) für verfassungswidrig erklärt. Seitdem können die Finanzämter bei Vorliegen eines hinreichenden Tatverdachts gemäß § 400 AO den Erlass eines Strafbefehls durch das Gericht beantragen oder die Akten der Staatsanwaltschaft vorlegen.
Da für die Anwendung der Unterwerfungsverhandlung kein Rahmen gesetzt war, wurde sie gern von strafbar gewordenen namhaften Personen z. B. aus Politik und Wirtschaft vorgeschlagen, um einer öffentlichen Gerichtsverhandlung und damit dem Bekanntwerden ihres strafbaren Handelns vorzubeugen. Denn Maßnahmen des Steuerstrafverfahrensrechts fielen unter das Steuergeheimnis.